# あるゾンビ少女の災難
『あるゾンビ少女の災難』（あるゾンビしょうじょのさいなん）は、池端亮による日本のライトノベル。イラストはライトパブリシティ（単行本版）、蔓木鋼音（文庫版）が担当している。単行本版は角川書店より2007年9月に、文庫版は角川スニーカー文庫（角川書店）より2012年6月から同年11月までそれぞれ刊行された。2013年に実写映画化され、2018年にWebアニメが配信された。

## あらすじ
ある夏休みにオカルト研究部メンバーが大学敷地内の図書館資料庫に肝試しとして侵入する。中にお宝があると聞かされていたメンバーが手分けして物色する中で高貴な女性のミイラの入った棺を発見する。その他に大した発見も無く落胆しながらゾロゾロと帰るが鴨志田だけはそのミイラの中から石を発見して持ち帰る。寮に戻ったメンバーは責任を押し付け合いで終わった反省会の後に床につこうとした頃にあのミイラが復活してメンバーを襲い始める。盗まれた生命の石を取り戻しに来たのであった。

## 登場人物
ユーフロジーヌ・シュトゥディオン
演 - 逢沢りな / 声 - 早見沙織
本作の主人公。不慮の事故で非業の最期を遂げたが、父親の魔法によりゾンビとなって蘇った良家の令嬢。自身の命と力の源である“生命の石"をオカルト研究部の沙也香に盗まれたため、現在は体内に残った残存エネルギーで何とか生き永らえている状態。生命の石を取り戻すために100年の眠りから覚め、オカルト研究部の足取りを追い始める。ゾンビ故の強靭な生命力と身体能力、卓越した格闘術を有するが、残存エネルギーの節約のために普段は力をセーブしている。
アルマ・V
演 - 春奈るな / 声 - 小倉唯
ユーフロジーヌに仕える使用人で、同じ魔法の応用で生み出された人造人間の少女。ユーフロジーヌにとっては唯一の信頼できる仲間であり、単なる主従以上の強い絆で結ばれているが、平時のユーフロジーヌの鈍さには苦言を呈することもある。ユーフロジーヌほど強くは無いが、食べた人間の姿に化けたり、ユーフロジーヌや自身の肉体を修復する特殊能力を持ち、様々な形でサポートの役目に徹する。
小鳥遊 修一郎（たかなし しゅういちろう）
演 - 渡洋史 / 声 - 杉田智和
大学の講師。生命の石の秘密を知っており、独自に研究している。物静かな好青年を演じているが、その正体は目的のためには手段を選ばない冷酷なマッドサイエンティスト。自身を慕う沙也香を利用し、生命の石を奪わせた事件の黒幕。ユーフロジーヌの目の前でアルマを手に掛けたり、妹の眞子の体内に生命の石を埋め込んで超人化させるなどの暴虐を働くも、歪んだ愛情を秘めていた眞子に心臓を抉り出され死亡した。
小鳥遊 眞子（たかなし まこ）
演 - 桑田彩 / 声 - 白石涼子
修一郎の妹で、格闘技が得意な女子高生。普段は物静かだが、兄に劣らない狂気的な本性を秘めている。終盤で兄から生命の石を体内に埋め込まれ、ユーフロジーヌと互角以上に渡り合う戦闘力と生命力を得た。残存エネルギーの不足で弱体化したユーフロジーヌを相手に優位に戦いを進めるも、慢心が原因で反撃を許し、アルマの仕掛けた罠で胴体を真っ二つにされ、生命の石を奪還される。尚も上半身だけで襲い掛かるも、完全に力を取り戻したユーフロジーヌには全く歯が立たず、粉々に粉砕され死亡した。
鴨志田 沙也香（かもしだ さやか）
演 - 菊井彰子 / 声 - 沢城みゆき
大学院生。オカルト研究部で一番年上。修一郎を慕っている。仲間を焚きつけて資料庫に侵入した後は生命の石を密かに奪っていたが、これによりユーフロジーヌとアルマが目を覚ましてしまった。二人の追跡を幾度か出し抜くも結局捕えられ、修一郎に対する人質として利用された挙句、その状況を面倒臭がった眞子の投げ付けたガラスの破片が頭部に突き刺さり、死亡した。
阿部 昌弘（あべ まさひろ）
声 - 鈴木達央
大学2年。事の発端となった肝試しを立案した。オカルトを科学的な観点から分析することを信条とし、オカルトらしいオカルトは信じない。要領は良いが自己中心的な性格で、女性陣から嫌われている。沙也香が修一郎の意向でオカルト研究部を利用していたことを見抜き、半ば脅迫するような形で性行為に及ぼうとするが、ユーフロジーヌたちの来訪を受ける。沙也香たちを見捨てて自分だけ助かろうとしたが、ユーフロジーヌの投げた便器に潰されて死亡した。
皆川 由衣（みながわ ゆい）
演 - 倉持由香 / 声 - M・A・O
大学2年。運動神経抜群な格闘マニア。頭を使うのは余り得意ではなく、何事も勢い任せに行動しがち。通信教育を基に独学で鍛錬した程度の中国拳法で格闘家を気取っているため、他の部員にバカにされているが、意外と堂に入った腕前を有している。沙也香たちを逃がすためにユーフロジーヌに単身挑み、手加減されていたとはいえ一時互角に渡り合うほどの立ち回りを見せた。最終的に、体力が尽きたところを本気になったユーフロジーヌに惨殺された。
須藤 紀子（すどう のりこ）
声 - 久保ユリカ
大学2年。由衣と仲が良い普通の女子大生。オカルト研究部唯一の生存者となるが、凄惨な光景を目の当たりにしたことで気が触れてしまう。
東 浩（あずま ひろし）
声 - 三輪隆博
大学2年。眼鏡をかけた低身長の青年で、機械とロリが好きなオタク。ピッキングを特技としており、資料庫への侵入の際には彼が進路上のドアを開錠する役目を負った。由衣とは互いの趣味をバカにし合っているが、腐れ縁の幼馴染で実際には仲が良い。眠りから覚めたユーフロジーヌに生命の石の在り処を尋ねられるも、馴れ馴れしい態度で不興を買って片腕をもぎ取られ、最後は首を捩じり切られて死亡した。
三宅（みやけ）
声 - 麦人
学生寮の管理人である初老男性。目覚めたばかりのユーフロジーヌを訝しんで連行しようとするも、抵抗した彼女に壁に叩きつけられて死亡した。その後、死体をアルマに食われて変装に使われた。
実写映画版キャスト
- 眞粒有・A - 徳井青空
- 横山可奈子
- 梶沼萌花
- 中本順久
- 石井由多加
- 杉原勇武
- 真壁刀義
- 青木美沙子
- 皆方由衣
- 益田ひろ子

## 既刊一覧

### 単行本版
- 池端亮（著）・ライトパブリシティ（イラスト） 『あるゾンビ少女の災難』 角川書店、2007年9月25日発売[4]、ISBN 978-4-04-873761-6

### 文庫版
- 池端亮（著）・蔓木鋼音（イラスト）、角川書店〈角川スニーカー文庫〉、全4巻
  - 『あるゾンビ少女の災難 I』、2012年6月30日発売[5]、ISBN 978-4-04-100349-7
  - 『あるゾンビ少女の災難 II』、2012年6月30日発売[6]、ISBN 978-4-04-100350-3
  - 『あるゾンビ少女の入学 I』、2012年11月30日発売[7]、ISBN 978-4-04-100580-4
  - 『あるゾンビ少女の入学 II』、2012年11月30日発売[8]、ISBN 978-4-04-100581-1

## 映画
『フジミ姫〜あるゾンビ少女の災難〜』のタイトルで製作された実写映画。2013年9月7日に東京・TOHOシネマズ六本木ヒルズでのイベント上映のみで（同年12月公開予定の）一般劇場公開はされず、2014年10月3日にDVDが発売された。

### スタッフ（映画）
- 監督 - 菱沼康介[2]
- エグゼクティブプロデューサー - 近藤芳憲[2]、川端基夫[2]、木谷高明[2]
- 企画プロデュース - 三澤友貴[9]
- プロデューサー - 田中清孝[2]、田中謙介[2]、柴田愛之助[2]、宮川宏三[2]
- ラインプロデューサー - 岩淵規[2]
- 原作 - 池端亮[2]
- 脚本 - 小林弘利[2]
- 撮影 - 古屋幸一[2]
- 照明 - 酒井隆英[2]
- 録音 - 山口満大[2]
- 美術 - 山下修侍[2]
- 装飾 - 柴田博英[2]
- 特殊造形 - 梅沢壮一[2]
- スタイリスト - EIKI[9]
- ヘアメイク - 平岡美樹[9]
- 衣装 - 森千晶[9]
- CGプロデューサー - 成田剛[9]
- 助監督 - 金子功[9]
- 制作担当 - 蜂谷元浩[9]
- 制作 - メディアンド[9]
- 製作 - 「フジミ姫〜あるゾンビ少女の災難〜」製作委員会[9]
- 配給 - Thanks Lab[9]

### 主題歌（映画）
- 主題歌「UP↑SIDE↓DOWN」ヤナキク
- 挿入歌「とこしえロンド」春奈るな[2]

## Webアニメ
2018年7月4日よりデジタル配信。

### スタッフ（アニメ）
- 原作 - 池端亮（「あるゾンビ少女の災難」KADOKAWA刊）[3]
- 監督 - 岩見英明[3]
- 脚本 - 金巻兼一[3]
- キャラクター設定・総作画監督 - 高岡じゃんいち[3]
- 作画監督 - 日下岳史[3]、細越裕治[3]、戸倉紀元[3]
- 美術設定 - 小林雅代[3]
- 色彩設定 - 水巻みゆき[3]
- 美術監修 - 杉本あゆみ[3]
- 美術監督 - 渡辺紳[3]
- デジタルグラフィックワーク - 上倉元[3]
- 撮影・編集 - スティングレイ[3]
- 音楽 - 大谷幸[3]
- サウンドディレクター - 野口あきら[3]
- サウンドデザイナー - 今野康之[3]
- アニメーション制作 - GONZO[3]、スティングレイ[3]
- アニメーションプロデューサー - 小島勉[3]
- プロデューサー - 岩本克也[3]
- 製作 - スティングレイ[3]